# Enrique Llopis
Enrique Llopis es un cantautor popular argentino nacido en la ciudad de Rosario, provincia de Santa Fe (Argentina) el 17 de noviembre de 1952.
Dueño de un estilo personal e inconfundible, ha logrado combinar un repertorio extendido del Folklore a la Música Urbana. Las letras de sus canciones son fieles a una línea en la que la valoración de la palabra es una constante, utilizando ritmos tan variados como la canción, el tango, la milonga, el chamamé, la zamba, la chamarrita, el candombe, la polka, el huayno y el loncomeo, entre otros.
Ha compuesto junto a Rafael Alberti, Armando Tejada Gómez, Elvio Romero, Hamlet Lima Quintana, Juan Carlos Muñiz, Jorge Boccanera, Cristina Fabiano, Gloria Geberovich, Rafael Ielpi y Teresa Parodi.
Ha grabado 23 discos entre los que se destacan La Forestal (1984), El Viento que Viene y Va, junto al poeta español Rafael Alberti y la Orquesta Filarmónica de la ciudad de Praga (1991 y regrabado en 2002), Tributo a Horacio Guarany (1999) y Cielito del Paraguay (2005) con el Ensamble Sinfónico de Asunción y la voz del poeta paraguayo Elvio Romero.
En 1977 obtuvo el 1.er Gran Premio en el V Festival Internacional de la Canción Política realizado en Sochi (antigua URSS).
En 1988 funda, y desde entonces dirige, Ediciones De Aquí a la Vuelta.
En 1989, recibió junto a Osvaldo Pugliese y Carlos Carella, la Orden de la Esperanza, distinción otorgada por el gobierno de la provincia de Santa Fe.
En 1990 recibe el Premio Discepolín otorgado por el gobierno de la Provincia de Buenos Aires.
En 1991 fue declarado Ciudadano Ilustre de la ciudad de Rosario.
En 1995 recibió un Diploma al Mérito de los Premios Konex como uno de los 5 mejores Cantantes Masculinos de Folklore de la década en Argentina.
Ha escrito ocho libros: ALGUNAS REFLEXIONES SOBRE POLÍTICA CULTURAL, (1996); CRÓNICA DE UN SEMEJANTE. Un perfil de Hamlet Lima Quintana (2010); CIELITO DEL PARAGUAY. Un perfil de Elvio Romero (2010); RETRATO DE UN CANTOR. Antología personal (2011); RAFAEL ALBERTI. La deriva de un marinero en tierra argentina (2013); SOCIALISMO. De la teoría a la páctica. Conversaciones con Héctor "el Tigre" Cavallero; (en coautoría con Oscar Bebán, 2015); CRÓNICA DE UN SEMEJANTE. Vida y Obra de Hamlet Lima Quintana (2023); POPURRÍ. Papeles encontrados (2024); TESTIMONIAL DE CANTO POPULAR ROSARIO (2025)

## Discografía
- Para entender a mi pueblo - 1975 (Europhone)
- De mi ciudad recuerdo - 1981 (Europhone)
- Aquí estamos cantando - 1981 (Europhone)
- Pido la palabra - 1983 (CBS)
- La Forestal (Crónica cantada) - 1984 (CBS)
- De viajeros y desterrados - 1986 (CBS)
- Son historias - 1987 (CBS)
- Señores: Quique Llopis - 1988 (Polygram)
- Somos del sur - 1989 (Polygram)
- Si tengo que elegir - 1990 (Polygram)
- El alma que canta - 1994 (Redondel)
- Enrique Llopis con acompañamiento de guitarras - 1997 (Redondel)
- Cantor Enamorado (Tributo a Horacio Guarany) - 1999 (PBI Récords)
- Rafael Alberti - Enrique Llopis: El viento que viene y va - 2002 (EMI)
- Historias de aquí a la vuelta - 2005 (B&M)
- Juego de niños - 2006 (GLD)
- Cielito del Paraguay - 2006 (Fondec - Fundación Autor)
- Antología - 2010 (De Aquí a la Vuelta - UTOPÍA)
- Acuífero Guaraní - 2011 (De Aquí a la Vuelta - UTOPÍA)
- Elvio Romero x Llopis - 2015 (De Aquí a la Vuelta)
- Canto a Rosario - 2018 (De Aquí a la Vuelta)
- Lo que cantaba mi viejo - 2022 (De Aquí a la Vuelta)
- Querencia - 2022 (Acqua Records)

## Espectáculos
- 2022 - EL CANTAR DE LOS POETAS[5]
- 2022 - LO QUE CANTABA MI VIEJO[6]
- 2019 - ENRIQUE LLOPIS CANTA A RAFAEL ABERTI[7]
- 2018 - CANTO A ROSARIO[8]
- 2013 - CIELITO DEL PARAGUAY (Homenaje al poeta Elvio Romero)[1]
- 2013 - ALTO PARANÁ[9]
- 2012 - LA FORESTAL (Crónica cantada)[10]
- 2009 - FARÍAS GÓMEZ - LLOPIS
- 2002 - EL VIENTO QUE VIENE Y VA (Homenaje a Rafael Alberti)
- 2000 - TRIBUTO A HORACIO GUARANY
- 1997 - CON EL ALMA
- 1993 - CRÓNICA CANTADA DE LA FORESTAL
- 1992 - EL VIENTO QUE VIENE Y VA (Junto al poeta Rafael Alberti)
- 1988 - AL PAÍS DEL INTERIOR
- 1985 - DEL AMOR, LOS PÁJAROS Y LA GENTE (Junto al poeta Hamlet Lima Quintana)
- 1984 - CRÓNICA CANTADA DE LA FORESTAL
- 1981 - TÚPAC: Canto y Quebranto
- 1978 - HOMENAJE A LA VIDA (Junto al poeta Hamlet Lima Quintana)
- 1976 - SIMPLE y POPULAR (Junto al poeta Hamlet Lima Quintana)
- 1974 - LOS DE AJUERA SON DE PALO
- 1973 - COMPAÑERO PAÍS

## Libros
- CRÓNICA DE UN SEMEJANTE. Un perfil de Hamlet Lima Quintana (2010)[11]
- CIELITO DEL PARAGUAY. Un perfil de Elvio Romero (2010)
- RETRATO DE UN CANTOR. Antología personal (2011)[12]
- RAFAEL ALBERTI. La deriva de un marinero en tierra argentina (2013)
- SOCIALISMO. De la teoría a la práctica. Conversaciones con Héctor "el Tigre" Cavallero; (en coautoría con Oscar Bebán) (2015)
- CRÓNICA DE UN SEMEJANTE. Vida y obra de Hamlet Lima Quintana (2023)
- POPURRÍ. Papeles encontrados (2024)
- TESTIMONIAL DE CANTO POPULAR ROSARIO (2025)